# Najden Gerow

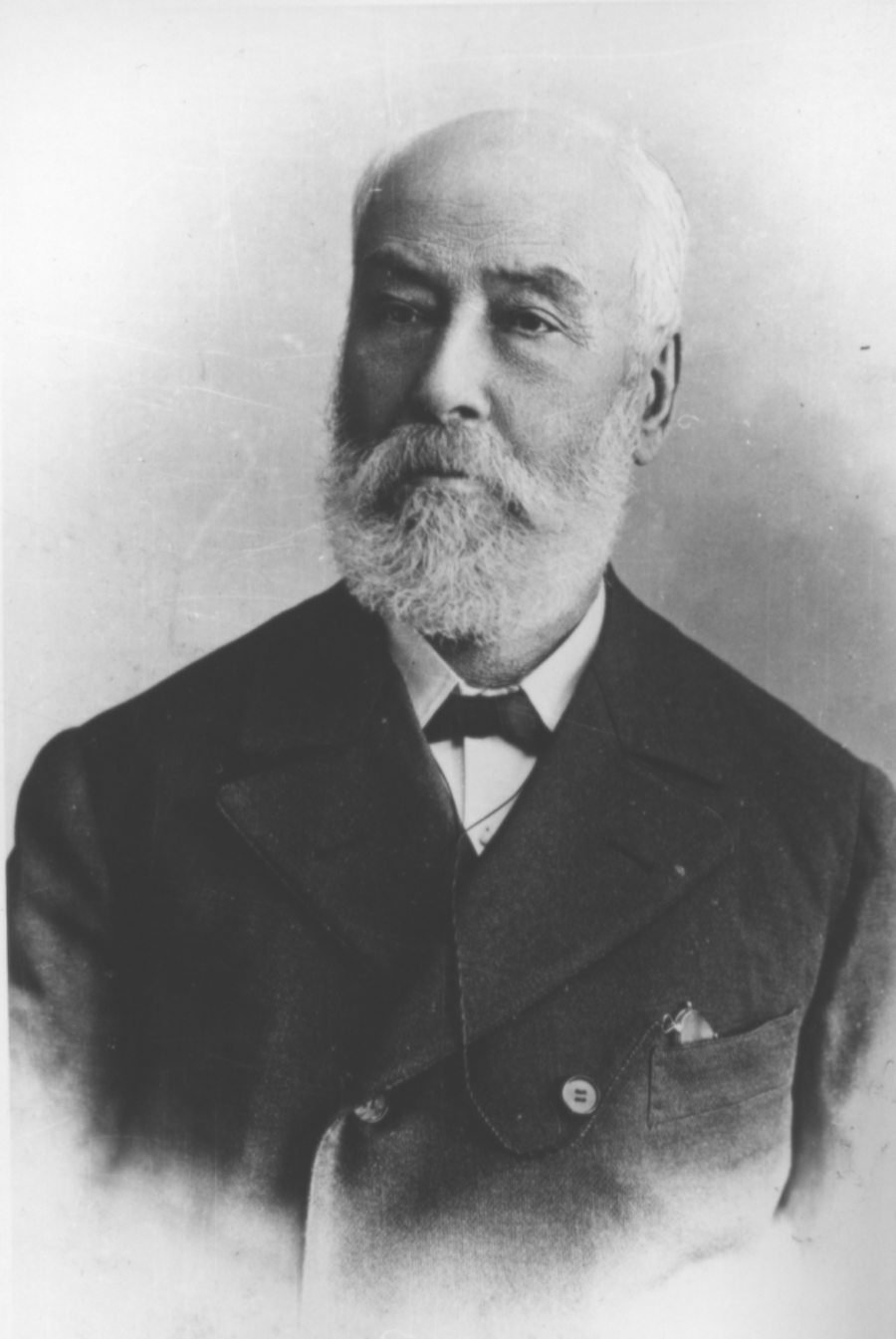
Najden Gerow

Najden Gerow (auch Nayden Gerov transliteriert, bulgarisch Найден Геров; * 23. Februar 1823 in Kopriwschtiza, Bulgarien, als Najden Gerow Chadschidobrewitsch, Найден Геров Хаджидобревич; † 9. Oktober 1900 in Plowdiw) war ein bulgarischer Sprachwissenschaftler, Volkskundler, Pädagoge sowie Autor und Aktivist der Bulgarischen Wiedergeburt.

## Familie
Er war eines der zwölf Kinder von Chadschi Gero Dobrewitsch Muschek und Stojka. Gerows Vater war Lehrer, hatte eine eigene Zellenschule in Kopriwschtiza und diente als Prototyp für die Figur Chadschi Gentscho in der Novelle Bulgaren der alten Zeit: Erzählungen von Ljuben Karawelow. Seine Schwester Iwana und sein Bruder Konstantin waren ebenfalls Pädagogen. Sein Familienname, der sich aus dem Zusatz Chadschi und den Familiennamen seines Vaters ableitet, deutet darauf hin, dass Gero Dobrewitsch oder einer seiner Vorfahren an einer Pilgerfahrt ins Heilige Land oder nach Athos teilnahmen. Die bulgarische Schreibweise des Familiennamens bis zur von den Kommunisten nach deren Machtergreifung durchgeführten Reform 1945 war Найденъ Геровъ хаджи Добревичъ/Najden Gerow chadschi Dobrewitsch.

## Leben
Najden Gerow wurde 1823 in Sredna Gora geboren, und zwar im damals osmanischen Kopriwschtiza. Von 1834 bis 1836 besuchte Najden eine griechische Schule in Plowdiw; bis 1839 setzte er seine Ausbildung wieder in seinem Heimatort fort, wo er Schüler des Gelehrten Neofit Rilski war. Als begabter Schüler wurde er Stipendiat, und Christo Stojkowitsch, Kaufmann aus Kopriwschtiza, finanzierte seine weitere Ausbildung. Mit seiner Hilfe gelangte Najden 1839 ins russischen Odessa, das in dieser Zeit ein wichtiges Zentrum der Bulgarischen Wiedergeburt war. 1841 wurde Najden Gerow am Lycée Richelieu, der späteren Kaiserlichen Neurussischen Universität, zugelassen und studierte Verwaltung, Finanzen und Wirtschaft. Als Student nahm er an einer wissenschaftlichen Expedition auf die Halbinsel Krim teil und das Tagebuch, das er dabei führte, wurde von der russischen Kaiserlichen Akademie der Wissenschaften veröffentlicht. Daneben nahm er Privatunterricht bei Dimitar Mutew, dem ersten bulgarischen Doktor (der Humboldt-Universität) der Physik. In dieser Zeit war Gerow Teil des bulgarischen Literarischen Kreises von Odessa (bulgarisch Одески литературен кръжец), dem auch Dobri Tschintulow, Iwan Bogorow, Dimitar Mutew, Elena Mutewa und Botjo Petkow angehörten. Hier verfasste Najden seine ersten Liebesgedichte. Sie sind einer »Schwester« (bulgarisch посестрима) und »Landsfrau« (bulgarisch сънародница) gewidmet, wahrscheinlich der 12-jährigen Elena Mutewa. In den 1840er Jahren organisierte der Literarische Kreis in Mutewis Haus den ersten bekannten bulgarischen Literaturwettbewerb, und zwar zum Thema Die Anbetung Gottes. Als Ergebnis erschienen zwei Gedichte, die in den Archiven von Najden Gerow aufbewahrt wurden – sein poetisches Werk »Ode an Gott« (bulgarisch Ода Богу Oda Bogu) und das Gedicht von Elena Mutewa »Gott« (bulgarisch Бог Bog), das im Wettbewerb gewann. Aus dieser Zeit stammen auch seine Freundschaften und Bekanntschaften mit den Brüdern Nikolaj Toschkow und Stefan Toschkewitsch, Nikola Palausow und Spiridon Palausow sowie mit Nikola Michailowski, einem Bruder von Ilarion Makariopolski und weiteren prominenten Vertretern der Wiedergeburtszeit.
Mit einer Arbeit über die Herstellung verschiedener Glasarten erlangte 1845 Najden Gerow am Lycée Richelieu seinen Abschluss mit Auszeichnung. Gerow nahm die russische Staatsbürgerschaft an und bat um ein Stipendium, um in Wien Landwirtschaft zu studieren. Die Regierung verweigerte ihm jedoch das Stipendium und bot ihm einen Beamtenposten an. Gerow kehrte daraufhin ins osmanische Bulgarien zurück, womit er einer der ersten Bulgaren war, der einen Abschluss im Ausland erwarb und alle günstigen Möglichkeiten für eine Karriere in Russland ignorierte. In einem späteren Brief, wahrscheinlich an den russischen Konsul von Plowdiw, schrieb Gerow dazu:

«По скончанiи курса наук, я присягнул на верност подданства Россiи и през 1846 году возвратился в прежнее свое отечество Болгарiю, что-бы по возможности, передат своим соотечественникам приобретенния мною в Россiи познания в науках»

„Am Ende des Studiums der Wissenschaften habe ich einen Eid auf die Staatsbürgerschaft Russlands geschworen und bin 1846 in meine ehemalige Heimat Bulgarien zurückgekehrt, um mein in Russland in den Wissenschaften erworbenes Wissen nach Möglichkeit an meine Landsleute weiterzugeben.“

Mit 23 Jahren zog Najden Gerow 1846 in seine Heimatstadt Kopriwschtiza zurück, wo er seine eigene Grundschule, benannt nach Kyrill und Method, aufbaute. Im Gegensatz zu der einfachen Zellenschule seines Vaters führte Najden zwei Klassen ein, eine für Anfänger und eine für fortgeschrittene Schüler. Seine Gelehrsamkeit erregte Aufmerksamkeit und auf Bitten der Kaufmannsschaft eröffnete er in Plowdiw ein Gymnasium. Obwohl die Schule an der Kirche angesiedelt war, griff Gerow bei der Gestaltung des Schulunterrichts auf das weitgehend säkulare russische Gymnasialprogramm zurück. Dies erklärt auch die Namensgebung als Klassen-Eparchie-Schule Kyrill und Method. Im ersten Schuljahr unterrichtete zunächst Gerow bulgarische Sprache und Geschichte, Türkisch, Griechisch, das Gesetz Gottes (Religion) und Mathematik. Später kamen noch Physik, Naturgeschichte und Handel dazu.
In Plowdiw, in dieser Zeit auch Filibe oder Philipopel genannt, wuchs die bulgarische Bevölkerung stetig. Plowdiw entwickelte sich zur größten und wirtschaftlich wichtigsten Stadt Thrakiens und wurde zu einem Symbol des Kampfes der Bulgaren gegen die Phanarioten und den griechischen Nationalismus. Als Schulleiter und Publizist bekämpfte Gerow beinahe täglich die Assimilation der Bulgaren in die griechische Kultur, den Druck des örtlichen griechischen Bischofs, die panhellenische Bildung an der griechischen Schule und die alteingesessenen Phanarioten.
Während des Krimkrieges von 1854 bis 1856 war Gerow als russischer Bürger zeitweilig gezwungen, das Land zu verlassen. Nach dem Krieg kehrte er 1857 nach Plowdiw zurück und wurde Erster Vize-Konsul Russlands. In dieser Funktion engagierte er sich weiterhin für die nationale bulgarische Bewegung; als Mitglied und Vertreter des Bulgarischen Kuratoriums von Odessa half er unter anderem jungen Bulgaren (wie 1858 Marin Drinow oder 1863 Christo Botew), ein Stipendium im Ausland zu erhalten.
Gerow setzte sich für die Befreiung Bulgariens vom Osmanischen Reich ein. Dabei vertraute er auf die Unterstützung Russlands und stand damit in Opposition zu radikalen revolutionären Emigranten wie Ljuben Karawelow, Wassil Lewski und Christo Botew, die einen unabhängigen Aufstand wollten. Während des Aprilaufstands 1876 wurde Gerow verdächtigt, einer der Organisatoren zu sein, und war gezwungen sich zu verstecken. Er suchte Zuflucht in der Russischen Gesandtschaft in Konstantinopel. Nach der Befreiung 1878 übernahm er einige administrative Aufgaben, gab sie kurze Zeit später jedoch wieder auf und widmete sich ausschließlich der Philologie.
Gerows Hauptwerk ist sein Wörterbuch der bulgarischen Sprache (Речникъ на блъгарскый языкъ). Er sammelte 50 Jahre lang bei einfachen Leuten eine große Anzahl von Wörtern, Ausdrücken, Volksliedern und Eigennamen. In Russland wurden die ersten drei Schriften in den Jahren 1855 bis 1856 veröffentlicht, das gesamte Wörterbuch erschien 1895 bis 1904 in fünf Bänden. 1908 fügte Gerows Mitarbeiter T. Panchev einen Anhang hinzu. Einschließlich des Anhangs umfasst das Wörterbuch um die 100.000 Einträge. Es gilt als wertvolle Quelle für das Studium der bulgarischen Sprache des 19. Jahrhunderts.

## Trivia
Der Gerow-Pass in den Tangra Mountains auf der Livingston-Insel in der Antarktis ist nach Najden Gerow benannt.